# Шарафф, Ирен
Ирен Шарафф (англ. Irene Sharaff; 23 января 1910, Бостон, США — 10 августа 1993, Нью-Йорк) — американская художница по костюмам армянского происхождения, лауреат премии «Оскар».

## Биография
Ирен Шарафф родилась 23 января 1910 года в Бостоне, Массачусетс, США. Она училась в Нью-Йоркской школе изобразительного и прикладного искусства, Лиге студентов-художников Нью-Йорка и Академии Гранд Шомьер в Париже.
После работы в качестве модного иллюстратора в её юности, Шарафф обратилась к дизайну декораций и костюмов. Её дебютом была бродвейская постановка «Алиса в Стране чудес» в 1931 году, с участием Евы Ле Гальенн. Она использовала шёлк из Таиланда в фильме «Король и я», что впоследствии создало тенденции в мире моды и интерьера.
Работы Ирен были показаны в фильмах «Вестсайдская история» (премия «Оскар» 1961 года), «Клеопатра» (премия «Оскар» 1963 года), «Встреть меня в Сент-Луисе», «Хелло, Долли!», «Кто боится Вирджинии Вулф?» (премия «Оскар» 1966 года), «Лучшие годы нашей жизни», «Король и я» (премия «Оскар» 1956 года), «Американец в Париже» (премия «Оскар» 1951 года) и «Смешная девчонка».
Она также разрабатывала декорации и костюмы для Театра американского балета, Балета Нью-Йорка и балета Русе де Монте-Карло. Она также разрабатывала иллюстрации для модных журналов, таких как «Vogue» и «Harper’s Bazaar».
Награда «Фонда развития театра» «Достижение жизни Ирен Шарафф» была названа в честь Шарафф. Она была её первым лауреатом в 1993 году. Награда теперь вручается ежегодно дизайнерам костюма, которые в течение своей карьеры добились больших результатов и мастерства в искусстве театра, кино, оперы или танца.
Ирен Шарафф умерла 10 августа 1993 года в Нью-Йорке от сердечной недостаточности, осложнённой эмфиземой, в возрасте 83 лет.

## Работы

### В театре
- 1934 — «Юнион Пасифик», балет Леонида Мясина
- 1953 — «Послеполуденный отдых фавна», балет Джерома Роббинса.
- 1956 — «Концерт», балет Джерома Роббинса.

### В кино
| Фильмы | Фильмы                            | Фильмы                          | Фильмы                                                |
| Год    | На русском языке                  | На языке оригинала              | Награды и номинации                                   |
| ------ | --------------------------------- | ------------------------------- | ----------------------------------------------------- |
| 1944   | Встретимся в Сент-Луисе           | Meet Me in St. Louis            |                                                       |
| 1945   | Йоланда и вор                     | Yolanda and the Thief           |                                                       |
| 1946   | Тёмное зеркало                    | The Dark Mirror                 |                                                       |
| 1946   | Лучшие годы нашей жизни           | The Best Years of Our Lives     |                                                       |
| 1947   | Тайная жизнь Уолтера Митти        | The Secret Life of Walter Mitty |                                                       |
| 1947   | Жена епископа                     | The Bishop’s Wife               |                                                       |
| 1948   | Песня родилась                    | A Song Is Born                  |                                                       |
| 1948   | Каждая девушка должна выйти замуж | Every Girl Should Be Married    |                                                       |
| 1951   | Американец в Париже               | An American in Paris            | Премия «Оскар» за лучший дизайн костюмов              |
| 1953   | Зови меня мадам                   | Call Me Madam                   | Номинация на премию «Оскар» за лучший дизайн костюмов |
| 1954   | Бригадун                          | Brigadoon                       | Номинация на премию «Оскар» за лучший дизайн костюмов |
| 1954   | Звезда родилась                   | A Star Is Born                  | Номинация на премию «Оскар» за лучший дизайн костюмов |
| 1955   | Парни и куколки                   | Guys and Dolls                  | Номинация на премию «Оскар» за лучший дизайн костюмов |
| 1956   | Король и я                        | The King and I                  | Премия «Оскар» за лучший дизайн костюмов              |
| 1958   | Шоу месяца ДюПонт                 | DuPont Show of the Month        |                                                       |
| 1959   | Порги и Бесс                      | Porgy and Bess                  | Номинация на премию «Оскар» за лучший дизайн костюмов |
| 1960   | Канкан                            | Can-Can                         | Номинация на премию «Оскар» за лучший дизайн костюмов |
| 1961   | Цветочная песня барабана          | Flower Drum Song                | Номинация на премию «Оскар» за лучший дизайн костюмов |
| 1961   | Вестсайдская история              | West Side Story                 | Премия «Оскар» за лучший дизайн костюмов              |
| 1963   | Клеопатра                         | Cleopatra                       | Премия «Оскар» за лучший дизайн костюмов              |
| 1965   | Кулик                             | The Sandpiper                   |                                                       |
| 1966   | Кто боится Вирджинии Вулф?        | Who’s Afraid of Virginia Woolf? | Премия «Оскар» за лучший дизайн костюмов              |
| 1967   | Укрощение строптивой              | The Taming of the Shrew         | Номинация на премию «Оскар» за лучший дизайн костюмов |
| 1968   | Смешная девчонка                  | Funny Girl                      | Номинация на премию «Оскар» за лучший дизайн костюмов |
| 1968   | Случай в Центральном парке        |                                 |                                                       |
| 1969   | Джастин                           | Justine                         |                                                       |
| 1969   | Хелло, Долли!                     | Hello, Dolly!                   | Номинация на премию «Оскар» за лучший дизайн костюмов |
| 1970   | Большая белая надежда             | The Great White Hope            |                                                       |
| 1977   | Обратная сторона полуночи         |                                 | Номинация на премию «Оскар» за лучший дизайн костюмов |
| 1981   | Дорогая мамочка                   | Mommie Dearest                  |                                                       |

## Награды и номинации

### Номинации
- «Оскар»
  - 1953 — Лучший дизайн костюмов за фильм «Зови меня мадам»
  - 1954 — Лучший дизайн костюмов за фильм «Бригадун»
  - 1954 — Лучший дизайн костюмов за фильм «Звезда родилась»
  - 1955 — Лучший дизайн костюмов за фильм «Парни и куколки»
  - 1959 — Лучший дизайн костюмов за фильм «Порги и Бесс»
  - 1960 — Лучший дизайн костюмов за фильм «Кан-кан»
  - 1961 — Лучший дизайн костюмов за фильм «Цветочная песня барабана»
  - 1967 — Лучший дизайн костюмов за фильм «Укрощение строптивой»
  - 1968 — Лучший дизайн костюмов за фильм «Смешная девчонка»
  - 1969 — Лучший дизайн костюмов за фильм «Хэлло, Долли!»
  - 1977 — Лучший дизайн костюмов за фильм «Обратная сторона полуночи»

### Награды
- «Оскар»
  - 1951 — Лучший дизайн костюмов за фильм «Американец в Париже»
  - 1956 — Лучший дизайн костюмов за фильм «Король и я»
  - 1961 — Лучший дизайн костюмов за фильм «Вестсайдская история»
  - 1963 — Лучший дизайн костюмов за фильм «Клеопатра»
  - 1966 — Лучший дизайн костюмов за фильм «Кто боится Вирджинии Вулф?»
- «Тони»
  - 1952 — лучший дизайн костюмов за мюзикл «Король и я»